# Молево (Смоленская область)
Молево — деревня в Руднянском районе Смоленской области России. Входит в состав Чистиковского сельского поселения. Население — 4 жителя (2007 год). 
Расположена в западной части области в 15 км к востоку от Рудни, в 7 км севернее автодороги А141 Орёл — Витебск, на берегу реки Ольшанка. В 7 км южнее деревни расположена железнодорожная станция О.п. 439-й км на линии Смоленск — Витебск. 

## История
В годы Великой Отечественной войны деревня была оккупирована гитлеровскими войсками в июле 1941 года, освобождена в октябре 1943 года.